# Jetins
Vous lisez un « bon article » labellisé en 2014.
Les Jetins sont de petites créatures imaginaires de Bretagne, surtout mentionnées par Paul Sébillot le long du littoral de l'Ille-et-Vilaine et sur l'île de Guernesey. Par rapport aux lutins du même type, ils sont caractérisés par leur grande force permettant de jeter d'énormes rochers sur une très longue distance, et par leur habitat, essentiellement dans les rochers et les grottes du rivage. Ils ont aussi l'habitude, très crainte des humains, d'enlever de beaux bébés pour y substituer leurs changelins vieillots. Pierre Dubois donne de nombreux détails sur l'apparence des Jetins dans La Grande Encyclopédie des lutins.

## Étymologie et terminologie
Le nom varie en Jetins, J'tins ou J'tuns. Ces noms proviennent de l'habitude qu'ont les Jetins de lancer des rochers (et donc, du mot « jeter »). Françoise Morvan suppose que, comme les Fions dont ils sont très proches, ils proviendraient des fairies du folklore anglais, notamment en raison de leur habitat dans les cavernes maritimes nommées « houles » (de hole, signifiant « trou » en anglais). Cependant, le faible nombre d'éléments connus à leur sujet ne permet pas d'en savoir davantage. À Saint-Suliac, la grotte du Bec-Dupuy porte également le nom de « Trou aux Jetins ».

## Caractéristiques

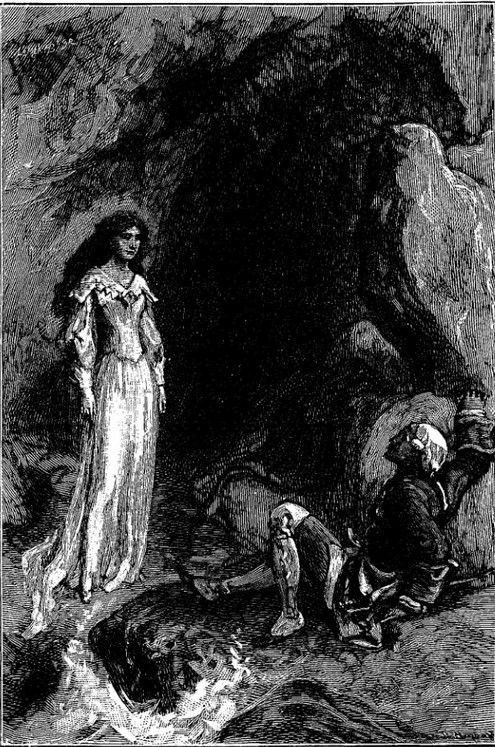
Une fée des houles, qui occupe le même type d'habitat cavernicole que les Jetins.

Paul Sébillot recueille la plupart des traditions à leur sujet. Les Jetins sont localisés dans plusieurs lieux maritimes de la Haute-Bretagne, le long du littoral de l'Ille-et-Vilaine et notamment sur l'une des îles Anglo-Normandes, Guernesey. Ils apprécient les rives de la Rance.
Ces nains sont censés vivre « dans les houles », des grottes maritimes, mais ne semblent pas partager la compagnie des fées des houles. Les cavernes de Guernesey peuvent être fréquentées soit par ces fées, soit par les Jetins. D'après un témoignage recueilli par Sébillot, ils ont l'apparence de petits hommes d'un pied et demi de haut,. Ceux des bords de la Rance, réputés très « jouasse[Quoi ?] », sortent chaque soir de leurs trous pour s'amuser dans la campagne, en particulier en jouant des tours tels qu'emmêler les crins des chevaux, faire courir les cochons et ouvrir les poulaillers. Les Jetins sont cependant de nature généreuse, et ils donnent volontiers du pain, du lard ou des saucisses à qui le leur demande. Il convient de ne pas tenter de garder l'un de leurs couteaux. Un homme se retrouva cloué au sol par ces petites créatures, en punition d'avoir voulu voler un ustensile, jusqu'à ce qu'il accepte de le rendre.
Leur caractéristique principale est le jet de pierres « énormes comme une maison » jusqu'à une lieue de distance : les Bretons expliquaient ainsi la présence de pierres gigantesques au beau milieu de leurs champs.

## Changelins
Les Jetins remplacent aussi les bébés humains par leurs changelins à la face vieillotte, qui ne grandissent pas et qui tètent sans arrêt. D'après un témoignage recueilli par Sébillot en 1891 à Saint-Suliac, les Jetins enlevèrent le fils d'une femme, pour le remplacer par un changelin vieillot. Sur les conseils de son voisin, elle mit une demi-douzaine de coquilles d'œufs remplies d'eau à bouillir devant le feu. Le changelin s'exclama, et la mère lui demanda où était passé son fils. Il répondit que les Jetins l'avaient emmené chez eux « pour en avoir de la race ». Elle emmena le changelin au bord du trou des Jetins, et menaça de le tuer si on ne lui rendait pas son fils, ce qui fut fait. Comme les autres légendes de changeling, celle-ci implique un « chantage à la vie, à la mort » pour que soit rendu le vrai bébé, et une opposition entre l'enfant joufflu et jeune des hommes, et l'enfant chétif et âgé de 90 ans des lutins. Ce récit accrédite la tendance qu'ont les fées et lutins de voler des bébés humains sur le critère de la beauté, pour assurer la pérennité de leur propre « race » et la protéger de la dégénérescence.

## Culture populaire

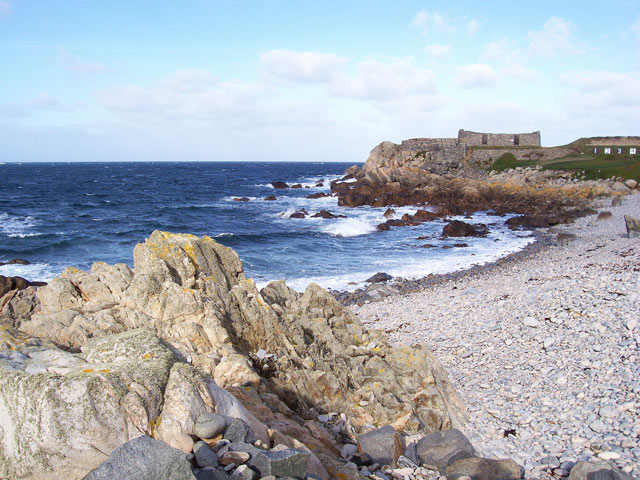
L'île de Guernesey (ici, au fort Le Marchant) serait habitée par des Jetins.

Comme pour de nombreux autres lutins, Pierre Dubois parle des Jetins dans La Grande Encyclopédie des lutins. Il leur attribue un demi-pied de haut, une tenue rustique, un bonnet velu et des sabots d'argent, ajoutant que lorsque les fées des houles ont quitté la Bretagne pour gagner l'Angleterre, ce sont les Jetins qui ont bouché définitivement « l'entrée du goulet de la Teignouse qui menait à leur ancien palais », grâce à leur très grande force, comparable à celle de géants.